# Кузнец, Саймон

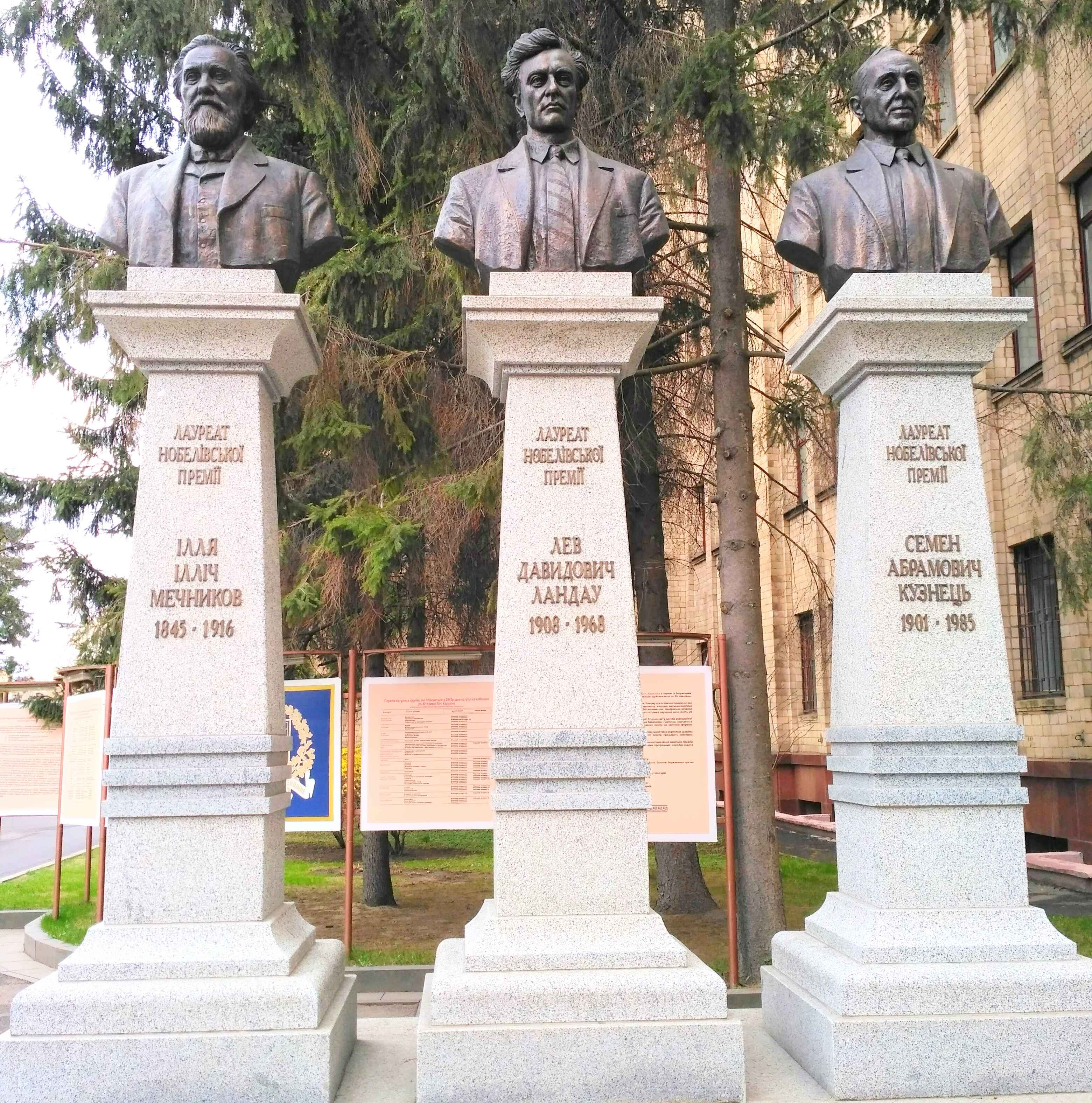
Памятник С. А. Кузнецу среди других харьковчан — нобелевских лауреатов перед Харьковским национальным университетом имени В. Н. Каразина

Са́ймон Смит Кузне́ц (англ. Simon S. Kuznets; до эмиграции — Ши́мен (Семён) Абра́мович Кузне́ц идиш שמעון קוזנעץ‎; 30 апреля 1901, Пинск, Минская губерния, Российская империя — 8 июля 1985, Кембридж, штат Массачусетс, США) — американский экономист-неокейнсианец, статистик, демограф и историк экономики. Существенно повлиял на макроэкономику XX века. Лауреат премии по экономике памяти Альфреда Нобеля 1971 года.
С именем Кузнеца связывают становление экономики как эмпирической научной дисциплины и развитие количественной экономической истории. Разработал систему вычислений национального дохода валового внутренного продукта (ВВП), а также другие теории и гипотезы (кривая Кузнеца, ритмы Кузнеца), внёс вклад в исследования экономического роста государств.
Президент Американской экономической ассоциации (1954) и почётный профессор Гарвардского университета (1960).

## Биография

### В Российской империи

Мемориальная доска, посвящённая Семёну (Саймону) Кузнецу (Смиту), на историческом здании Харьковского коммерческого института, ул. Артёма, 44 (ул. Епархиальная, 52). Открыта 29 апреля 2011 г.

Шимен (впоследствии Семён Абрамович) Кузнец родился 30 апреля 1901 года в Пинске (современная Белоруссия) в еврейской семье; с детства владел идишем и русским языком. Его отец, столинский мещанин Абрам Исаакович (Ицко-Вольфович) Кузнец (1881—1958), служил главным бухгалтером в пинском отделении Азовско-Донского банка. По данным расследования альманаха «Гістарычная Брама», в 1909 году Абрам Кузнец перевёл на свой счёт в лейпцигском банке 20 тысяч рублей из имущества банка, дополнительно занял у состоятельных горожан ещё 15 тысяч рублей и бежал из города. В общей сумме Абрам Кузнец был виновен в растрате не менее ста тысяч рублей.
Некоторое время семья жила в Киеве (где в 1909 году родился его младший брат Гриша), и в том же 1909 году уже без уехавшего в Америку отца переехала в Ровно, где проживали занятые в меховом деле родители матери и где он вместе со старшим братом Соломоном обучался в городском реальном училище.
Согласно архивным данным, Шимен Абрамов Кузнец поступил в приготовительный класс этого училища по экзамену 14 августа 1910 года, на год позже брата, и окончил четвёртый класс в 1915 году. В мае 1915 года, в связи с выселением евреев из прифронтовой зоны, семья оказалась в Харькове, где Кузнец с 26 октября этого года продолжил обучение в пятом классе во 2-м реальном училище, окончив его основные и дополнительный классы 16 мая 1917 года. В 1918—1921 годах С. А. Кузнец учился в Харьковском коммерческом институте, где изучал экономические дисциплины, статистику, историю и математику под руководством профессоров П. И. Фомина (политическая экономия, экономическая география), А. Н. Анцыферова (статистика), В. Ф. Левитского (история хозяйства и экономической мысли), С. Н. Бернштейна (теория вероятностей) и В. Х. Даватца (высшая математика), М. Н. Соболева (экономическая политика), И. А. Трахтенберга (наука о финансах) и других. Фундаментальные академические курсы в этом институте способствовали приобретению Кузнецом «исключительной» эрудиции в вопросах экономики, а также в истории, демографии, статистике, естественных науках.
Раньше ошибочно считалось, что он окончил Харьковский университет. Харьковский исследователь Владимир Московкин отвергает версию о его возможном обучении в университете исходя из документов, подтверждающих обучение Кузнеца в Коммерческом институте. На рубеже 1920—1921 годов нормальный ход занятий в Харьковском коммерческом институте был прерван событиями Гражданской войны и предпринятой советскими властями реорганизацией института.
В 1921 году устроился на работу статистиком отдела труда Южбюро ВЦСПС, где опубликовал свою первую работу «Денежная заработная плата рабочих и служащих фабрично-заводской промышленности г. Харькова в 1920 г.». В ней он исследовал динамику различных форм оплаты труда по отраслям промышленности в Харькове и дифференциацию доходов в зависимости от систем оплаты труда. В этот период находился под влиянием идеологии Бунда.

### Жизнь и деятельность в США
В 1922 году вместе со старшим братом Соломоном через Польшу эмигрировал в Нью-Йорк, где уже 12 лет проживал его отец. Его мать, Пеша (Поля) Фридман, страдала рассеянным склерозом и умерла в Варшаве, а оставшийся с ней младший брат Гриша присоединился к ним в Нью-Йорке в 1926 году.
Саймон Кузнец продолжил своё высшее образование в Колумбийском университете под руководством У. К. Митчелла (бакалавр, 1923; магистр, 1924; доктор философии, 1926). В качестве своей магистерской диссертации он защитил написанную в Харькове работу «Экономическая система д-ра Шумпетера, излагаемая и критикуемая». Докторской диссертацией Кузнеца стало исследование «Вековые движения в производстве и ценах».
В 1927 году получил американское гражданство.
В 1927—1961 годах был сотрудником Национального бюро экономических исследований. Одновременно с 1930 по 1954 годы занимал должность профессора на кафедре экономики и статистики Пенсильванского университета, в 1954—1960 годах преподавал в Университете Джонса Хопкинса, а с 1960 года и вплоть до выхода на пенсию в 1971 году — в Гарвардском университете.
Саймон Кузнец сотрудничал с рядом исследовательских организаций и правительственных ведомств. В 1932—1934 годах им как сотрудником Департамента коммерции была проведена первая официальная оценка национального дохода США и заложены основы системы национальных счетов. В 1936 году он принимал активное участие в учреждении Конференции по изучению доходов и благосостояния (Conference on Research of Income and Wealth), имевшей задачей развитие системы национальных счетов в США, и в создании Международной ассоциации исследований по доходам и благосостоянию.
В период Второй мировой войны был заместителем директора Бюро планирования и статистики Совета по военному производству (Bureau of Planning and Statistics, War Production Board). Принимал участие в руководимом Робертом Натаном исследовательском проекте по постановке целей для военно-экономического планирования. Используя систему расчётов национального дохода и раннюю форму линейного программирования, проводились оценки возможностей для расширения военного производства, а также определения материальных ресурсов, способных ограничить процесс роста выпуска.
В послевоенный период был советником правительств Тайваня, Японии, Индии, Южной Кореи и Израиля, содействуя становлению национальных систем сбора экономической информации. Активно сотрудничал с Центром роста Йельского университета, Советом по исследованиям в области социальных наук (SSRC), Институтом экономических исследований Мориса Фалька.
Кузнец был избран президентом Американской экономической ассоциации (1954), президентом Американской статистической ассоциации (1949), почетным членом Ассоциации экономической истории, Королевского статистического общества Англии и членом Эконометрического общества, Международного статистическего института, Американского философского общества, Шведской королевской академии наук. Награждён медалью Фрэнсиса Амаса (1977).
Скончался 8 июля 1985 года в возрасте 84 лет.
В 2013 году его имя было присвоено Харьковскому национальному экономическому университету как Харьковский национальный экономический университет имени Семёна Кузнеца, где он учился в 1918—1921 годах.

## Научная деятельность
За годы своей научной деятельности С. Кузнец оказал большое влияние на развитие целого ряда отраслей экономической мысли. С его именем связывают становление современной экономики как эмпирической научной дисциплины, развитие статистических методов исследований и появление количественной экономической истории.
На взгляды и на научную методологию самого Кузнеца оказала воздействие полученная им в Харькове и целиком разделявшаяся У. К. Митчеллом методологическая установка на статистическое, индуктивное построение гипотез в экономике и их эмпирическую проверку. С. Кузнец с глубоким скептицизмом относился к априорному и спекулятивному теоретизированию. Отмечается воздействие на С. Кузнеца взглядов Й. Шумпетера (предположившего, среди прочего, связь между технологическими изменениями и деловым циклом), с которым он вёл длительную научную полемику, взглядов А. Пигу (указавшего на обстоятельства, при которых рынок не способен максимизировать благосостояние), взглядов В. Парето (предлагавшего законодательные меры в области регулирования распределения доходов домохозяйств). В 1920-х годах он рецензировал и переводил малоизвестные на Западе работы Н. Д. Кондратьева, Е. Е. Слуцкого, С. А. Первушина, А. Л. Вайнштейна.

### Исторические ряды экономической динамики и «волны Кузнеца»
Первым крупным исследовательским проектом, в который был вовлечён С. Кузнец, было предпринятое в середине 1920-х годов исследование длинных рядов экономической динамики. Собранные и систематизированные им данные охватывали период с 1865 по 1925 годы, а по некоторым показателям достигали 1770 года. Применив для анализа рядов аппроксимирующие кривую Гомперца и логистическую кривую, С. Кузнец обнаружил, что характеристики кривых с приемлемой точностью описывают большинство экономических процессов. Статистический анализ полученных кривых, сравнение теоретических и эмпирических уровней позволили выделить среднесрочные, длительностью в 15—25 лет, циклы экономической конъюнктуры, лежащие между «длинными волнами» Кондратьева и короткими бизнес-циклами. Стремясь установить природу этих циклов, Кузнец детально проанализировал динамику численности населения, показатели строительной промышленности, движения капитала, национального дохода и прочие переменные. Наиболее чётко циклы проявлялись в строительстве и в демографических показателях, что дало основания С. Кузнецу предположить наличие закономерностей, влияющих на темп экономического роста и связанных с процессами инвестирования и демографическими изменениями.

### Исчисление национального дохода. Национальные счета.
В 1931 году, по указанию руководителя NBER У. К. Митчелла, С. Кузнец начал работать над проблемой оценки национального дохода США. В 1934 году была проведена оценка национального дохода США за период 1929—1932 годы. Далее она была расширена до 1919—1938 годов, затем до 1869 года. Кузнецу удалось разрешить многочисленные проблемы, начиная от недостатка источников информации и проведения оценки погрешностей, и заканчивая усовершенствованием теоретической концепции национального дохода; он добился большой точности расчётов. Работы Кузнеца позволили проанализировать структуру национального дохода и подвергнуть детальному исследованию целый ряд частных проблем национальной экономики. Усовершенствованные Кузнецом методы расчёта национального дохода и связанных показателей стали классическими и легли в основу системы национальных счетов.

### Структура доходов и человеческий капитал
В совместной с Милтоном Фридманом работе «Доход от независимой профессиональной практики» (1946), построил профили «возраст-доход» по отдельным родам занятий, таким образом применив исследовательский метод, ставший затем одним из основных аналитических инструментов в области экономики труда. В работе получила развитие концепция человеческого капитала, с помощью которой объяснялись различия в размерах средней заработной платы представителей разных профессий.

### Кривая Кузнеца
Анализируя распределение доходов среди различных групп населения, Кузнец выдвинул гипотезу о том, что в странах, стоящих на ранних ступенях экономического развития, неравенство доходов сперва возрастает, но по мере роста экономики имеет тенденцию снижаться. Это предположение позже легло в основу так называемой «кривой Кузнеца». Французский экономист Тома Пикетти в книге Капитал в XXI веке на основе статистических данных выступил с критикой предположения о тенденции снижения неравенства доходов с экономическим ростом.

### Структура национального дохода
Исследуя процесс формирования национального дохода, С. Кузнец изучал взаимосвязи и пропорции между выпуском и доходами, потреблением и сбережениями. Проанализировав длительные ряды данных экономической конъюнктуры для 20 стран, Кузнец выявил долговременные тенденции в изменении соотношений и пропорций капитал/выпуск, доли чистого капиталообразования, доли чистых инвестиций и проч. Собранные и систематизированные данные позволили подвергнуть эмпирической проверке ряд существовавших гипотез. В частности, это касалось положений, высказанных в теории Дж. М. Кейнса.

### Экономический рост
Не менее значимые работы были предприняты С. Кузнецом в области исследования экономического роста в послевоенный период. Он вёл их будучи председателем Комитета по экономическому росту Научного совета по социальным исследованиям (SSRC). Предложенная им исследовательская программа предполагала проведение широких эмпирических исследований по четырём ключевым элементам экономического роста. К ним он относил демографический рост, рост знаний, внутристрановую адаптацию к факторам роста и внешние экономические отношения между странами. Кузнец считал, что общая теория экономического роста должна объяснять и механизм развития передовых промышленных стран, и причины, мешающие развитию отсталых стран, охватывать страны как с рыночной, так и с плановой экономикой, страны большие и малые, развитые и развивающиеся, объяснять влияние на экономический рост внешнеэкономических связей.
Им были собраны и проанализированные статистические показатели, характеризующие экономическую динамику 14 государств Европы, США и Японии за 60-летний период. Анализ полученных материалов привёл к выдвижению ряда гипотез, касающихся различных аспектов механизма экономического роста: уровней и вариабельности темпов роста, структуры ВНП и распределения трудовых ресурсов, распределения доходов между домохозяйствами, структуры внешней торговли. Кузнецом была заложена исторически обоснованная теория экономического роста. Центральной темой этих эмпирических исследований было то, что рост агрегированного продукта страны неизбежно предполагает глубокое преобразование всей её экономической структуры. Это преобразование затрагивает многие аспекты экономической жизни — структуру выпуска, отраслевую и профессиональную структуру занятости, распределение занятий на работу внутри семьи и на рыночную деятельность, структуру дохода с точки зрения факторов производства, численность, возрастной состав и территориальное распределение населения, межстрановые потоки товаров, капитала, рабочей силы и знаний, организацию промышленности и государственное регулирование. Подобные изменения, по его мнению, являются необходимым условием совокупного роста и, раз начавшись, формируют, сдерживают или поддерживают последующее экономическое развитие страны.
Также Кузнецом был дан глубокий анализ влияния на процесс экономического роста демографических показателей.

### Историко-экономические работы 1970-х годов
В своих историко-экономических работах 1970-х годов, Саймон Кузнец высказывает идею связи и взаимовлияния научно-технических (инновационных) и институциональных сдвигов, а также внешних по отношению к экономике факторов, например, тех, которые обуславливают морально-политический климат в обществе, и их влияния на ход и результаты экономического роста.

## Награды и признание
В 1971 году Саймону Кузнецу была присуждена Премия Шведского государственного банка по экономике им. А. Нобеля за «эмпирически обоснованное толкование экономического роста, приведшее к новому, более глубокому пониманию экономических и социальных структур, и процесса развития».
С. Кузнец избирался президентом Американской экономической ассоциации (1954), президентом Американской статистической ассоциации (1949), почётным членом Ассоциации экономической истории, Королевского статистического общества Англии, членом Эконометрического общества, Международного статистического института, Американского философского общества, Королевской Шведской академии, членом-корреспондентом Британской академии. Награждён медалью Фрэнсиса Уокера (1977).
Ученики Саймона Кузнеца — нобелевские лауреаты по экономике Милтон Фридман и Роберт Фогель, а также Марк Перлман (1923—2006), Роберт Нэйтан (1908—2001), Милтон Гилберт (1909—1979).
14 октября 2013 года имя С. Кузнеца было присвоено Харьковскому национальному экономическому университету. 20 ноября 2015 года на сессии Харьковского городского совета в ходе переименования многих улиц и других объектов города Ревкомовская улица и Ревкомовский переулок были переименованы в честь Семёна Кузнеца.

## Семья
- Дед и бабушка — Ицик-Вульф Хаимович Кузнец и Шерше-Ривка Кузнец, проживали в Пинске.
- Брат — Соломон Кузнец (англ. Solomon Smith Kuznets, 16 февраля 1900, Пинск — 27 февраля 1945, Нью-Йорк), экономист, статистик, ученик и сотрудник Эдвина Селигмана[45][46][47][48]. Его племянница — поэтесса Луиза Глюк[49].
- Брат — Джордж (Гриша, Григорий) Кузнец (англ. George Michael "Grisha" Kuznets; 15 июля 1909, Киев[11] — 1986, Аламида), экономист, психолог, профессор Калифорнийского университета в Беркли[50].
- Жена (с 1929 года[51]) — экономист Эдит Хандлер (англ. Edith Handler, 1902—1998), ученица Зелига Перлмана[англ.] (1888—1959)[52].
  - Двое детей — сын Пол Кузнец (Paul W. Kuznets, 1932—1994), экономист, почётный профессор Индианского университета, и дочь Джудит Стайн (Judith Stein, 1938—2015), жена математика Нормана Стайна[53][54][55].

### Галерея
- Братья Соломон, Шимен и Гриша Кузнец

### Список произведений
- «Циклические колебания в розничной и оптовой торговле США, 1919—1925 гг.» (Cyclical Fluctuations: Retail and Wholesale Trade, United States, 1919—1925, 1926).
- «Вековые движения в производстве и ценах» (Secular Movements in Production and Prices: Their Nature and Their Bearing upon Cyclical Fluctuations, 1930).
- «Национальный доход и накопление капитала» (National Income and Capital Formation, 1919—1935, 1937).
- «Национальный доход и его структура» (National Income and Its Composition, 1919—1938, 1941).
- «Национальный продукт с 1869 года» (National Product since 1869, 1946).
- «Современный экономический рост: уровень, структура, распространение» (Modern Economic Growth: Rate, Structure, and Spread, 1966).
- «К теории экономического роста, в свете экономического роста современных наций» (Toward a Theory of Economic Growth, with Reflections on the Economic Growth of Modern Nations, 1968).
- «Перераспределение населения и экономический рост: Соединённые Штаты, 1870—1950» в 3-х тт. (Population Redistribution and Economic Growth: United States, 1870—1950, 1957—1964, в соавторстве с Д. Томас);
- «Экономический рост наций: совокупный выпуск и производственная структура» (Economic Growth of Nations: Total Output and Production Structure, 1971);
- «Население, капитал и экономический рост» (Population, Capital and Growth, 1973);
- «Экономика евреев» в 2-х тт. (Jewish Economies, Volume 1 — Development and Migration in America and Beyond: The Economic Life of American Jewry — Economic Structure and Growth of Euro-American Jewry; Volume 2 — Development and Migration in America and Beyond: Comparative Perspectives on Jewish Migration, 2011—2012).